# Aerosol

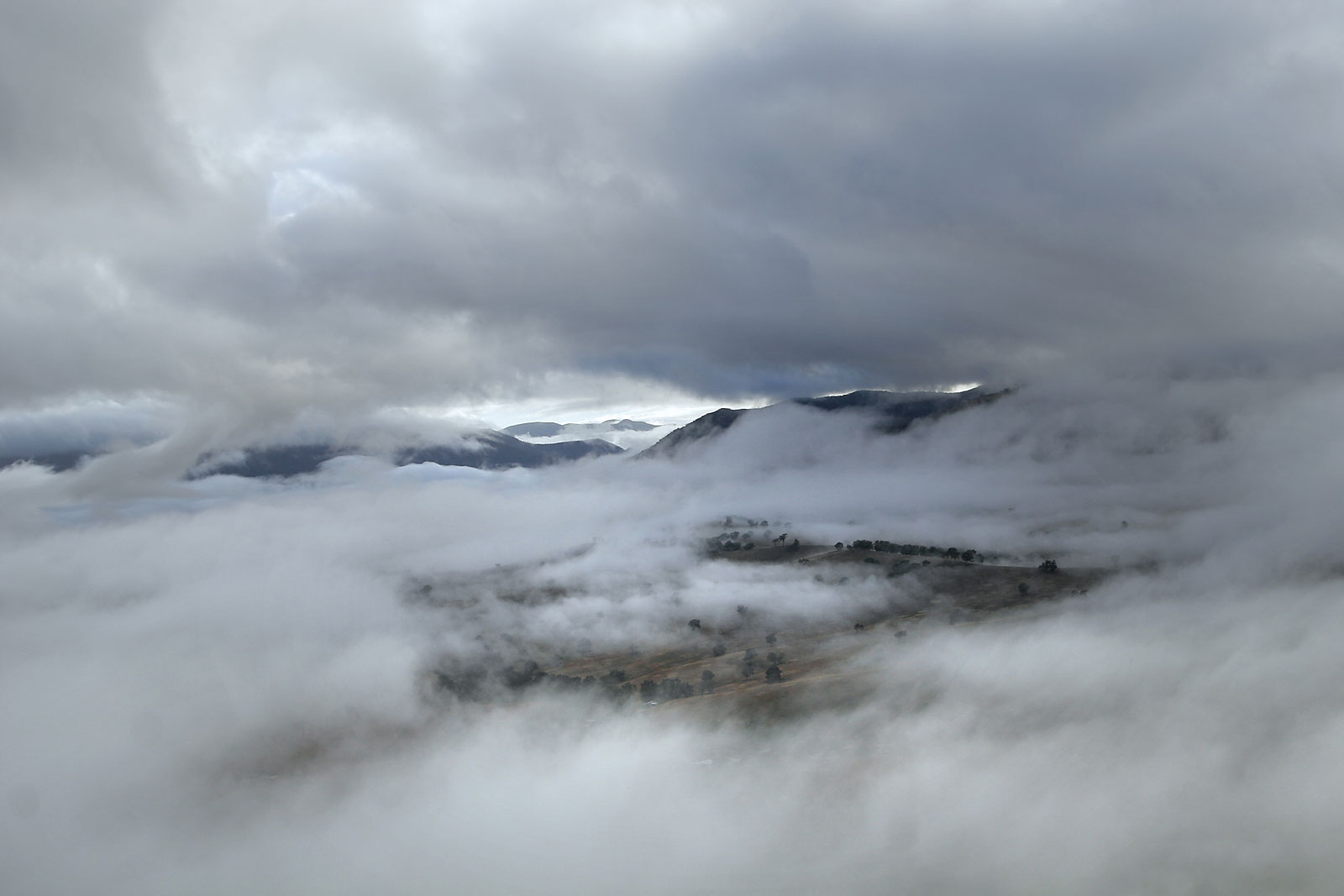
Sương mù và mây là các aerosol.

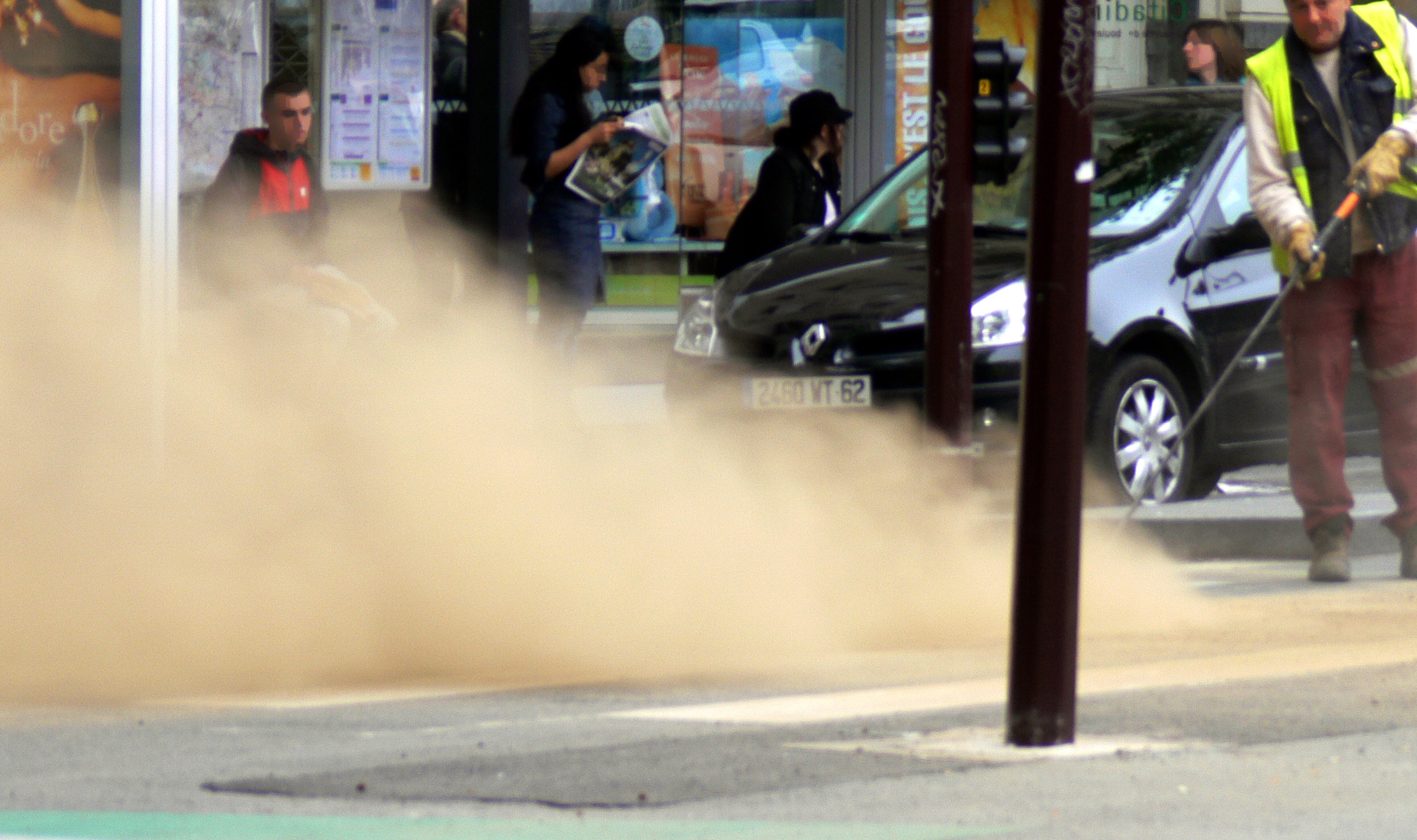
Bởi vì các hạt bụi chủ yếu ở gần mặt đất, đám bụi này là một huyền phù, không phải là aerosol. Tuy nhiên, bụi mịn, thường thấy ở sa mạc Sahara, có thể tạo thành một aerosol khi nó bị gió cuốn đi hàng tuần lễ.

Sol khí hay son khí, xon khí, sôn khí, aerosol - là hệ keo của các hạt chất rắn hoặc các giọt chất lỏng, trong không khí hoặc chất khí khác. Aerosol có nguồn gốc từ tự nhiên hoặc từ con người. Ví dụ cho sol khí tự nhiên là sương mù, dịch tiết của rừng và mạch nước phun. Ví dụ cho aerosol nhân tạo là sương mù do ô nhiễm, bụi, ô nhiễm không khí và khói. Các hạt chất lỏng hoặc rắn có đường kính đa phần nhỏ hơn 1 μm hoặc hơn nữa; các hạt lớn hơn với tốc độ lắng đọng tương đối nhanh tạo thành hỗn hợp lơ lửng trong không khí, nhưng sự phân biệt là không rõ ràng. Thông thường, aerosol thường để chỉ dạng phun-xịt sol khí, ví dụ như trong ứng dụng kĩ thuật sơn, bình xịt cho những người bệnh hen suyễn. Các ứng dụng kỹ thuật khác của aerosol bao gồm rải thuốc trừ sâu, máy hô hấp nhân tạo, kỹ thuật cháy nổ. Các bệnh lây nhiễm qua đường hô hấp với các hạt nhỏ trong khí thở, và những hạt bụi nhỏ lơ lửng với đường kính động học nhỏ hơn 10 micromet, và có tiềm năng gây nguy hiểm cho sức khỏe con người, cũng được gọi là aerosol.
Ngành khoa học sol khí bao hàm sự tạo ra và loại bỏ sol khí, ứng dụng kỹ thuật của sol khí, ảnh hưởng của sol khí đối với môi trường và con người, và hàng loạt chủ đề khác.

## Định nghĩa
Sol khí - hay là aerosol - là hệ keo của các hạt chất rắn hoặc các giọt chất lỏng, trong không khí hoặc chất khí khác. Một hệ sol khí bao gồm cả dạng hạt và khối khí chứa nó.  Frederick G. Donnan được xem là người đầu tiên sử dụng thuật ngữ này trong thế chiến I để mô tả hệ khí-dung, hạt có kích thước nhỏ trong mây. Thuật ngữ này được phát triển dần sau đó là hydrosol, một hệ huyền phù.